# Assiette commune consolidée pour l'impôt sur les sociétés
L'assiette commune consolidée pour l'impôt sur les sociétés (ACCIS) est une proposition de directive de l'Union européenne dont l’idée principale  est  d’aboutir  à  une  plus importante  harmonisation  des  législations  permettant  l’imposition des sociétés, afin d’avancer vers l’achèvement du marché intérieur européen.

## Proposition
Dans le cadre de l'ACCIS, les entreprises doivent appliquer un ensemble unique de règles fiscales pour toute l'Union et ne traiter qu'avec une seule administration fiscale (guichet unique). Une société qui opte pour l'ACCIS n'est plus assujettie aux dispositions nationales relatives à l'impôt sur les sociétés pour tous les domaines réglementés par les règles communes. Une société qui ne répond pas aux critères pour participer au régime établi par la directive ACCIS ou qui choisit de ne pas y participer continue à être soumise aux règles nationales en matière d'impôt sur les sociétés, lesquelles peuvent prévoir des régimes d'incitations fiscales spécifiques en faveur de la recherche et du développement.
Selon le mécanisme ACCIS, chaque groupe de sociétés calcule une base taxable européenne en utilisant un seul et unique référentiel au niveau européen, l’assiette commune consolidée. Une fois calculée, celle-ci est répartie parmi les États membres concernés et chacun d’eux applique à la fraction de la base consolidée qui lui revient, un taux de taxation défini souverainement. L’accis permet donc d’introduire une nouvelle manière de taxer les bénéfices de groupes européens en répartissant la base taxable consolidée parmi différentes juridictions, par opposition à la méthode traditionnelle de comptabilité séparée qui, combinée à des règles de prix de transfert, exige des multinationales européennes qu’elles calculent une base fiscale dans chaque état où elles opèrent.

## Mode de calcul
La Commission propose une formule basée sur trois facteurs : capital, travail et ventes.
{\displaystyle T_{i}=t_{i}\cdot \pi \left[\alpha _{i}^{K}\cdot {\frac {K_{i}}{K}}+\alpha _{i}^{L}\cdot {\frac {L_{i}}{L}}+\alpha _{i}^{S}\cdot {\frac {S_{i}}{S}}\right].}

* i = État;
* Ti = impôt à payer i;
* ti = taux d'impot de l'état i;
* Π = benefice du groupe;
* Ki/Li/Si = capital/travail/ventes dans l'État i;
* K/L/S = capital/travail/ventes du groupe;
* αiK = ponderation de capital dans l'État i;
* αiL = ponderation de travail dans l'État i;
* αiS = ponderation de ventes dans l'État i;
* αiK = αiL = αiS = 1/3.